# アコニット酸
アコニット酸（アコニットさん、Aconitic acid）は、有機酸の1つで、cis 型とtrans 型の2つの異性体が存在する。通常、自然界に存在するのはtrans 型の方で、クエン酸回路の中間生成物はcis 型の方である。塩またはアニオン、エステルの場合はアコニタート(Aconitate)と呼ぶ。
アコニット酸はクエン酸を硫酸で脱水することで合成できる。
(HO2CCH2)2C(OH)CO2H  → HO2CCH=C(CO2H)CH2CO2H  +  H2O
この反応では異性体混合物が生成する。
アコニット酸は1820年、スイスの化学者・薬学者のジャック・ペシエによってヨウシュトリカブトから単離された。熱脱水により初めて合成された。
他のポリカルボン酸と同様に、アコニット酸は様々な錯体を形成する。例えば、配位高分子の[Zn3(C6H3O6)2(H2O)6]nを形成する。

## trans-アコニット酸
trans -アコニット酸は、トリカブト属、トクサ、サトウキビ、テンサイなどに含まれている型で、クエン酸を硫酸や加熱で脱水すると得られる。水への溶解度は18g（13℃）。エタノールには溶けやすいがエーテルには溶けない。水と一緒に180℃まで加熱するとイタコン酸と二酸化炭素に分解する。

## cis-アコニット酸
cis -アコニット酸は、β,γ-無水アコニット酸に水を反応させると得られる。クエン酸回路の中間生成物であり、クエン酸またはイソクエン酸からアコニターゼ（アコニット酸ヒドラターゼ[EC4.2.1.3]）によって生成する。融点は125℃であるが、不安定なため加熱によってtrans 型に変わる。